# Harold Rhodes
Harold Burroughs Rhodes född 28 december 1910 i San Fernando, Kalifornien, död 17 december 2000 i Canoga Park, Kalifornien , amerikansk pianovisionär med en egen pedagogik, "The Rhodes Method". Skapade under andra världskriget Army Air Corps Piano som sen ledde till the Rhodes Electric Piano som under 1970-talet var ett mycket populärt instrument och fortsatt så än idag.